# Chiswick House

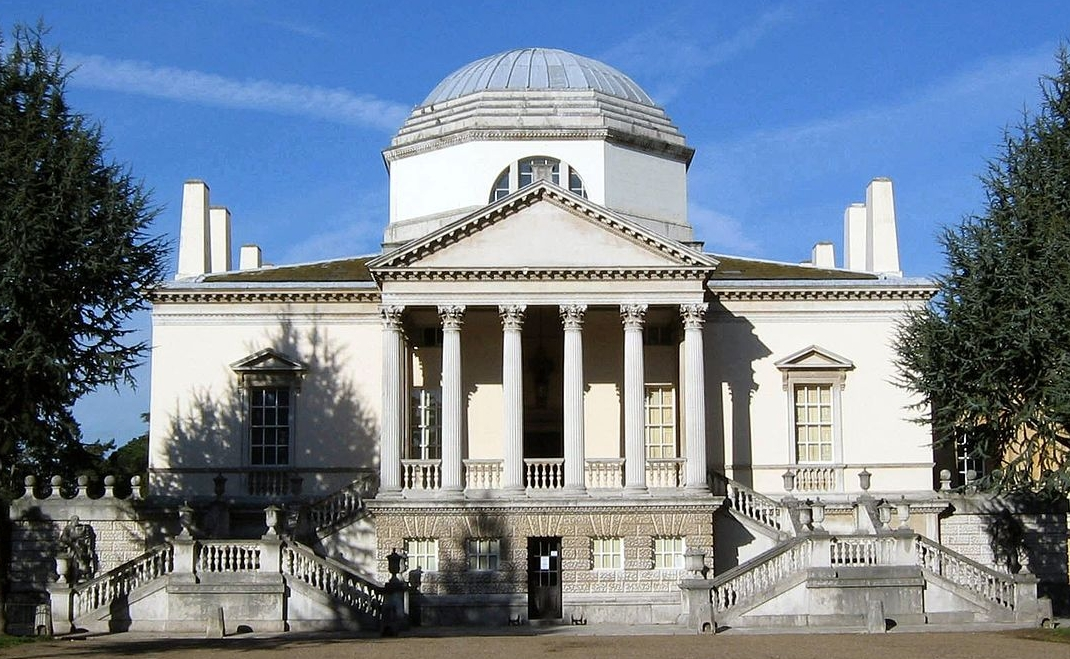
Chiswick House.

Chiswick House é uma villa Palladiana inglesa, localizada na Burlington Lane, Chiswick, Londres.

## História e arquitectura

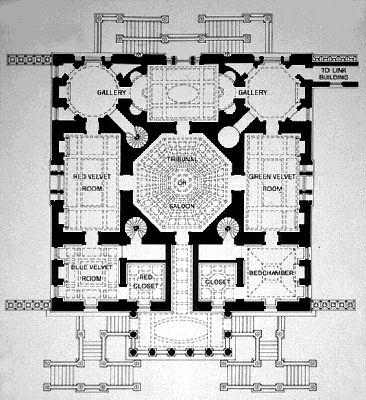
Planta de Chiswick House, 1725, planta do rés-do-chão

O palácio pertenceu a Richard Boyle, 3.º Conde de Burlington, mais conhecido como Lord Burlington, cujo gosto e habilidade como arquitecto tem sido frequentemente registado. O "Conde arquitecto" desenhou e construiu o edifício entre 1726 e 1729, com o desenho do jardim imputado a William Kent.
A villa, com cúpula octogonal ao gosto de Andrea Palladio, é inspirada na Villa Capra, situada próximo de Vicenza e ao mesmo tempo um dos melhores exemplos da arquitectura do século XVII, com o seu pórtico colunado, os tectos com frescos, as salas de veludo e as salas de pedra. Esta difere da Villa Capra por ter três desenhos diferentes para as fachadas (frente, traseiras e dois lados emparceirados) em vez de ser simétrica a toda a volta. Também contém uma soberba colecção de pinturas e mobiliários em estilo Palladiano.
Burlington era um viúvo com uma única filha e Chiswick não era o seu único nem o seu maior palácio, por isso ele não tinha necessidade de incorporar todas as dependências necessárias num palácio rural. Apesar disso, a villa estava ligada a outros edifícios que continham algumas salas familiares adicionais e áreas de serviço.
A portaria foi originalmente desenhada por Inigo Jones em 1621, tendo sido removida e reconstruida por Burlington em Chiswick House, em 1738.
A filha de Burlington, Charlotte, casou com William Cavendish, 4.º Duque de Devonshire, tendo o palácio e os jardins passado para aquela família depois da sua morte prematura na década de 1750. O palácio foi usado ocasionalmente pelos Devonshires, que tinham muitas outras residências, os quais adicionaram duas pequenas alas à vila para aumentar o número de acomodações. Estas eram num estilo simpático, mas sem ligação com o conceito do edifício concebido como uma villa compacta com uma formação perfeita, pelo que acabaram por ser removidas.
Victor Cavendish, 9.º Duque de Devonshire, vendeu Chiswick House ao Conselho de Brentford, em 1929. O palácio e os jardins estão ao cuidado do "English Heritage", estando os jardins abertos ao público sem custos.

## Jardim inglês

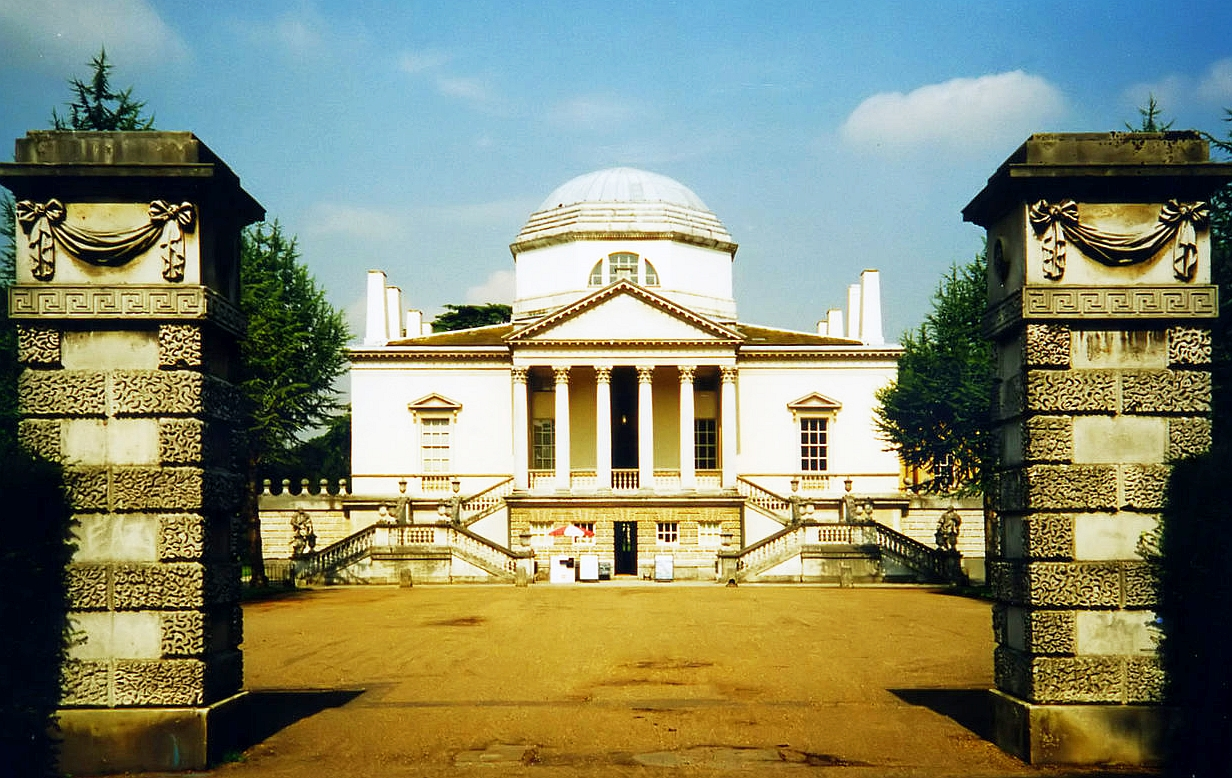
Vista geral da fachada de Chiswick House.

O que resta do original jardim ocupa uma área aberta a norte do edifício. Vários magníficos cedros libaneses (Cedrus libani) guardam o perímetro do semicírculo fechando a fachada do edifício. Estas árvores resultam das quatro plantadas, em 1683, no Chelsea Physic Garden, de Londres. O último cedro de Chelsea morreu em 1904.
A presença de outras plantas mediterrânicas, como vários cipestres, e o esquema geométrico do jardim italiano oferecem um absoluto contraste com o resto da paisagem desenhada na propriedade.

## Localização
Chiswick House no WikiMapia